# エリック・アヴァリ
エリック・アヴァリ（Erick Avari、1952年4月13日 - ）は、インド・ダージリン生まれの俳優である。

## 来歴
俳優として主にアメリカで活躍するアヴァリは、1951年にヒマラヤ山脈の山麓にある小さな町にパールシーである家族のもとに生まれる。父親はその町で2つの映画館を経営していた。しばらくして、ダージリンにある名門セント・ジョゼフ・スクールへ入学。その後はヨーロッパとサウス・カロライナ州にある大学で学ぶ。
1962年にインド映画『Kanchenjungha』で映画出演はしていたが、正式には1984年にビル・マーレイ、ダン・エイクロイド、ザック・ギャリガンら出演の『Nothing Lasts Forever』で本格的に役者として始動。その後、数多くの映画・テレビに出演しており、その数は100本を超える。映画よりかはテレビドラマへの出演の方が多いが、様々な話題作にも出演しておりティム・バートン監督のアドベンチャー巨編『PLANET OF THE APES 猿の惑星』や、ブレンダン・フレイザー主演の超大作『ハムナプトラ/失われた砂漠の都』などがある。
1994年公開の映画『スターゲイト』では、異星アビドースの長老カザフを演じ、後にMGM制作のテレビシリーズ『スターゲイト SG-1』でも同じくカザフを演じている。また、ローランド・エメリッヒ監督のスターゲイトの次回作『インデペンデンス・デイ』では、SETIの職員役を演じている。
ちなみに曾祖父であるJamshedji Framji Madanは、かつてのインド映画を支えたパイオニアであった。

## 出演作品

### 映画
- Nothing Lasts Forever (1984)
- The Beast of War (1988)
- 愛という名の疑惑 Final Analysis (1992)
- 原始のマン Encino Man (1992)
- バラ色の選択 For Love or Money (1993)
- 薔薇の素顔 Color of Night (1994)
- スターゲイト Stargate (1994)
- インデペンデンス・デイ Independence Day (1996)
- McHale's Navy (1997)
- ハムナプトラ/失われた砂漠の都 The Mummy (1999)
- 13ウォーリアーズ The 13th Warrior (1999)
- PLANET OF THE APES 猿の惑星 Planet of the Apes (2001)
- グラスハウス The Glass House (2001)
- Mr.ディーズ Mr. Deeds (2002)
- ホーム・アローン4 Home Alone 4 (2002)
- デアデビル Daredevil (2003)
- Dancing in Twilight (2005)
- Dark Matter (2007)
- モール★コップ Paul Blart: Mall Cop (2009)
- HACHI 約束の犬 Hachiko: A Dog's Story (2009)

### テレビドラマ
- LAW & ORDER (1990)
- L.A.ロー 七人の弁護士 L.A. Law (1991)
- TVキャスター マーフィー・ブラウン Murphy Brown (1991)
- 新スタートレック Star Trek: The Next Generation (1991)
- ベルエアのフレッシュ・プリンス The Fresh Prince of Bel-Air (1992)
- ウイングス Wings (1992)
- チアーズ Cheers (1992)
- となりのサインフェルド Seinfeld (1993)
- シカゴ・ホープ Chicago Hope (1995)
- スタートレック:ディープ・スペース・ナイン Star Trek: Deep Space Nine (1995)
- 新スーパーマン Lois & Clark: The New Adventures of Superman (1995)
- NYPDブルー NYPD Blue (1995)
- バビロン5 Babylon 5 (1996)
- ロザンヌ Roseanne (1996)
- 犯罪捜査官ネイビーファイル JAG (1998)
- スターゲイト SG-1 Stargate SG-1 (1998-2001)
- ザ・ホワイトハウス The West Wing (2000)
- Xファイル The X Files (2001)
- フェリシティの青春 Felicity (2001)
- ダーマ&グレッグ Dharma & Greg (2002)
- ドラグネット Dragnet (2003)
- LAW & ORDER (2003)
- エイリアス Alias (2003)
- NCIS 〜ネイビー犯罪捜査班 Navy NCIS: Naval Criminal Investigative Service (2003)
- 犯罪捜査官ネイビーファイル JAG (2005)
- トゥルー・コーリング Tru Calling (2005)
- The O.C. The O.C. (2006)
- HEROES The Heroes (2006)